# 제11회 아시안 필름 어워즈
제11회 아시안 필름 어워즈는 2017년 3월 21일에 열린 시상식이다.

## 수상 및 후보

### 최우수작품상
- 아부시반금련 - 펑 샤오강 수상
- 곡성(哭聲) - 나홍진
- 밀정 - 김지운
- 하모니움 - 후카다 코지
- 일로순풍 - 청몽홍

### 최우수감독상
- 곡성(哭聲) - 나홍진 수상
- 하모니움 - 후카다 코지
- 소울메이트 - 증국상
- 아부시반금련 - 펑 샤오강
- 떠나간 여인 - 라브 디아스

### 남우주연상
- 하모니움 - 아사노 타다노부 수상
- 일로순풍 - 허관문
- 부산행 - 공유
- 미스터 노 프라블럼 - 범위
- 트리비사 - 임현제

### 여우주연상
- 아부시반금련 - 판빙빙 수상
- 덕혜옹주 - 손예진
- 립반윙클의 신부 - 쿠로키 하루
- 해피니스 - 혜영홍
- 떠나간 여인 - 차로 샌토스-콘시오

### 신인상
- 아가씨 - 김태리 수상
- 분노 - 사쿠모토 타카라
- 견습생 - 피르다우스 라흐만
- 위즈 온 파이어 - 토니 쯔-텅 우
- 미인어 - 임윤

### 남우조연상
- 트리비사 - 임설 수상
- 곡성(哭聲) - 쿠니무라 준
- 부산행 - 마동석
- 분노 - 아야노 고
- 아부시반금련 - 동성붕

### 여우조연상
- 아가씨 - 문소리 수상
- 매드 월드 - 금연령
- 더 모히칸 컴즈 홈 - 마에다 아츠코
- 니르자 - 샤바나 아즈미
- 파도인 - 슝다이린

### 최우수 각본상
- 세일즈맨 - 아쉬가르 파라디 수상
- 떠나간 여인 - 라브 디아스
- 너의 이름은. - 신카이 마코토
- 아가씨 - 박찬욱
- 트리비사 - 맥천추 외 1명

### 최우수 촬영상
- 아부시반금련 - 나반 수상
- 태풍이 지나가고 - 야마사키 유타카
- 밀정 - 김지용
- 미스터 노 프라블럼 - 주 진징
- 라만대극소망사 - 두걸

### 최우수 제작디자인상
- 아가씨 - 류성희 수상
- 판도라 - 강승용
- 립반윙클의 신부 - 헤야 쿄코
- 파도인 - 구위명
- 철도비호 - 펭 리강

### 최우수 작곡상
- 밀정 - 모그 수상
- 소울메이트 - 유스케 하타노
- 삼인행: 생존 게임 - 자비에 자모스
- 일로순풍 - 쳉 시-민
- 분노 - 류이치 사카모토

### 최우수 음향상
- 장강도 - 타오 팽 외 1명 수상
- 곡성(哭聲) - 박용기
- 신 고질라 - 나카무라 준
- 코드네임 : 콜드워 - 증경상 외 1명

### 최우수 편집상
- 견습생 - 리 차타메티쿨 외 1명 수상
- 아가씨 - 김상범 외 1명
- 분노 - 이마이 츠요시
- 부산행 - 양진모
- 미공하행동 - 데이비드 M. 리처드슨

### 최우수 시각효과상
- 신 고질라 - 오야 테츠오 수상
- 부산행 - 정황수
- 철도비호 - 제이슨 선 외 3명
- 파도인 - 페리 케인 외 2명

### 최우수 의상상
- 아가씨 - 조상경 수상
- 라만대극소망사 - 해중문
- 사나다 10용사 - 쿠로사와 카즈코
- 부산행 - 권유진 외 1명
- 파도인 - 장숙평 외 1명

### 공로상
- 서극 수상

### 아시안 영화인상
- 정수문 수상

### 라이징 스타상
- 임윤 수상